# Centros Europeos de Empresa e Innovación
Los Centros Europeos de Empresa e Innovación (conocidos comúnmente como European Business and Innovation Centre, EU|BICs o simplemente BICs en ingles, CEEI en español), anteriormente denominados EC-BIC (European Community Business and Innovation Centres o Centros de Empresas e Innovación de la Comunidad Europea), son incubadoras de empresas con una certificación de calidad reconocida por la Comisión Europea.
La acreditación se otorga a organizaciones por la calidad e impacto de sus prácticas en la selección, formación y apoyo brindados a potenciales emprendedores y pymes para innovar y prosperar. El sello es gestionado por la European Business and Innovation Centre Network (EBN), una asociación internacional sin ánimo de lucro con sede en Bruselas, creada por la Comisión para ofrecer redes, formación, promoción e información a los EU|BICs.

## Historia
Creados en 1984, los EU|BICs fueron un proyecto iniciado por la Comisión Europea, Dirección General de Política Regional y Urbana. Como instrumento de política regional y cohesión, los BICs tenían la misión de diversificar la producción y fortalecer el potencial económico latente de las regiones que atravesaban procesos de desindustrialización.
La Comisión Europea cofinanció la creación de los BICs en regiones industriales junto con diversos organismos locales (frecuentemente con gobiernos regionales y agencias de desarrollo, y a veces en asociación con universidades, centros de investigación, instituciones financieras y organizaciones del sector privado) para proporcionar servicios de apoyo a potenciales emprendedores que deseaban innovar en la región. Los EU|BICs debían tener una sede local, ser propiedad pública-privada y convertirse en organizaciones autofinanciadas.
En 2004, los EU|BICs pasaron a ser un sistema de certificación basado en la calidad que se concedía a las organizaciones existentes que lo solicitaban y cumplían los requisitos, sustituyendo al anterior sistema de cofinanciación de la fundación de organizaciones. En 2014, EBN se convirtió en el único propietario y gestor del sello EU|BIC.